# شهرستان تتون (آیداهو)
شهرستان تتون، آیداهو (به انگلیسی: Teton County, Idaho) یک سکونتگاه مسکونی در ایالات متحده آمریکا است که در آیداهو واقع شده‌است.

## خصوصیات
شهرستان تتون ۱٬۱۶۸٫۰۹ کیلومترمربع مساحت دارد.